# Ахмет Абакай
Ахмет Абакай (на турски: Ahmet Abakay) е турски журналист и писател, ръководител на Асоциацията на прогресивните журналисти (Çağdaş Gazeteciler Cemiyeti Başkanı). Той е автор на много книги, включително „Последните думи на Хосана“ (Hoşana'nın Son Sözü) и „Съветник на министъра“ (Bakan Danışmanı'nın Not Defteri). Последната му книга, публикувана през 2013 г. – „Последните думи на Хосана“ е за майка му, която разкрива арменския си произход седмици преди да умре.

## Биография
Ахмет Абакай е роден на 3 април 1950 г. в град Дивриги, вилает Сивас. Завършва гимназия в град Ерзинджан, след което завършва висшето си образование в Анкарския университет. Работи като кореспондент за много турски вестници, сред които: Haber, Vatan, Anka и Özgür Gündem. Ахмет Абакай се включва в създаването на Асоциацията на прогресивните журналисти на Турция, създадена на 23 февруари 1978 г., чийто основател е Алаатин Орхан. Ахмет Абакай е неин председател в периода през 1982 – 1989 г. До края на своето председателство през 1989 г. организацията в цялата страна наброява 1100 членове. В периода през 1992–2002 г. работи като съветник на министъра на печата. През 2005 г. става отново председател на Асоциацията на прогресивните журналисти.

## Произведения
Част от произведенията:
- Политически имигранти (Amaç Yayınları, 1988)
- В тази игра пледирам (Amaç Yayınları, 1990)
- Съветник на министъра (на турски език: Bakan Danışmanı'nın Not Defteri) (İmge Kitabevi Yayınları, 2008)
- Последните думи на Хосана (на турски език: Hoşana'nın Son Sözü) (2013)